# (73482) 2002 PP71
(73482) 2002 PP71 – planetoida z pasa głównego asteroid okrążająca Słońce w ciągu 5,76 lat w średniej odległości 3,21 j.a. Odkryta 12 sierpnia 2002 roku.